# خیابان پورتوبلو

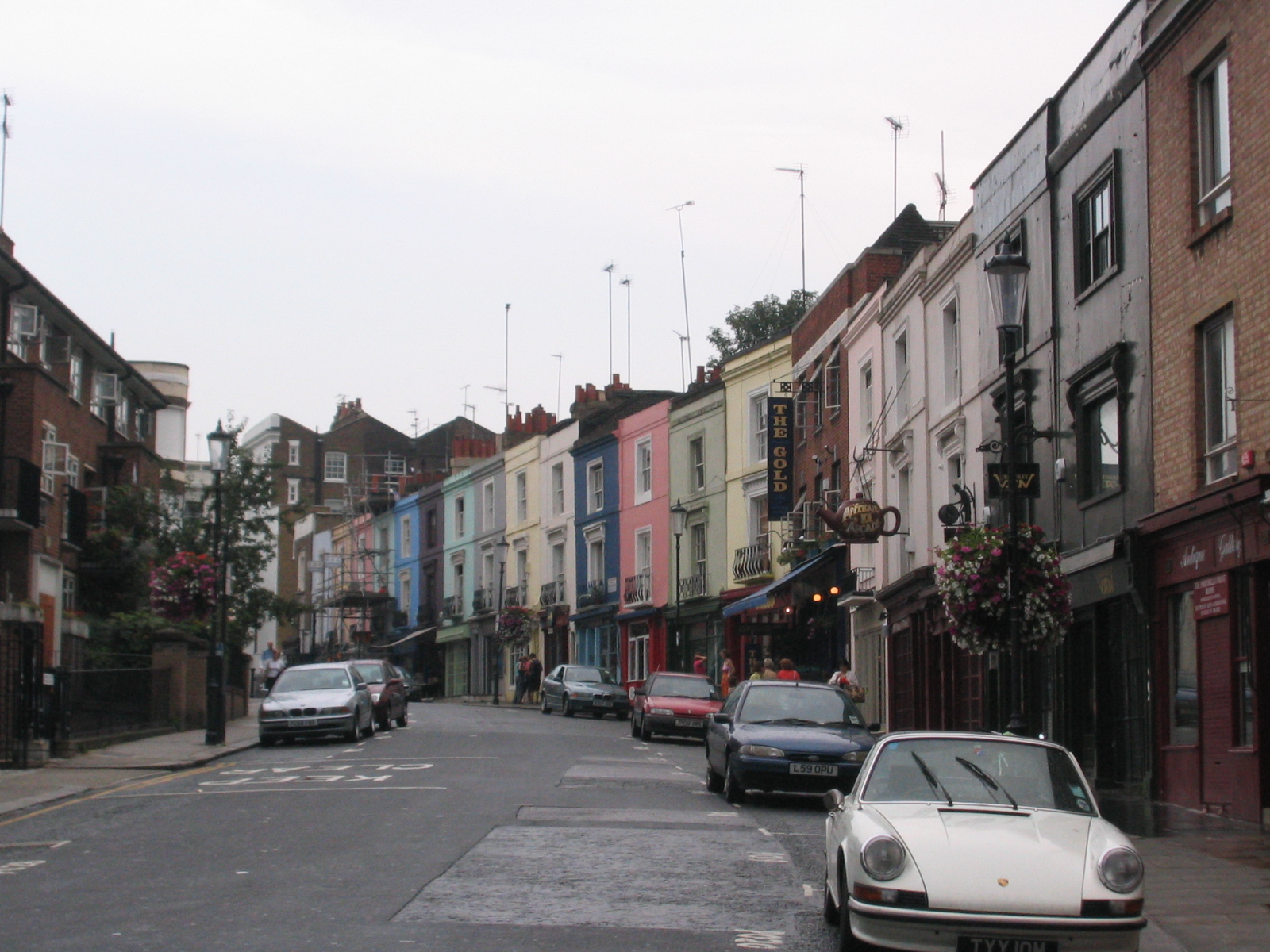
خیابان پورتوبلو

خیابان پورتوبلو (انگلیسی: Portobello Road) یک خیابان در منطقه سلطنتی کنزینگتون و چلسی، لندن است.
این خیابان که در ناحیه ناتینگ هیل قرار دارد به دلیل برگزاری شنبه‌بازار و همچنین فروش لباس‌های دست دوم و عتیقه‌جات شناخته می‌شود.

## نگارخانه

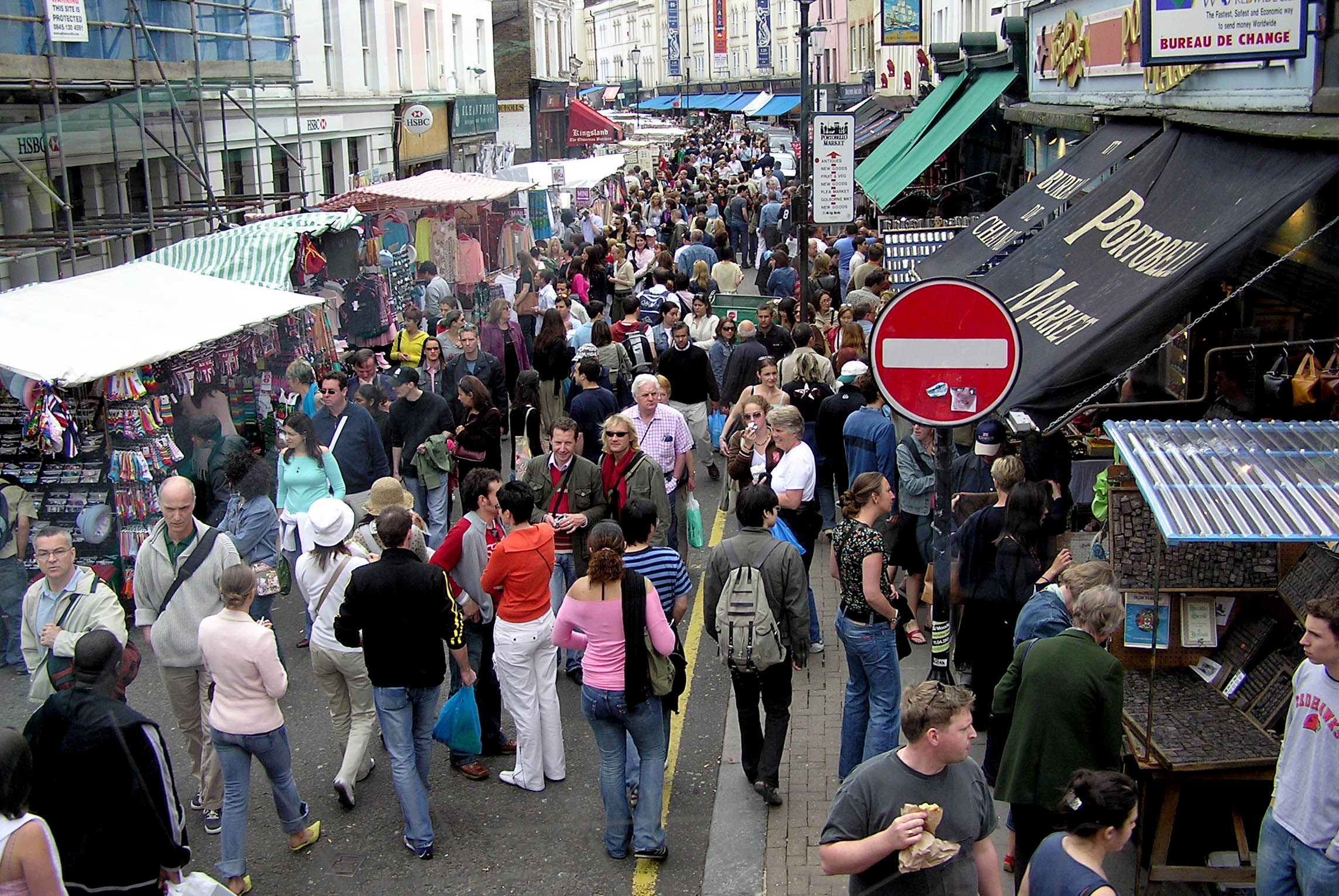
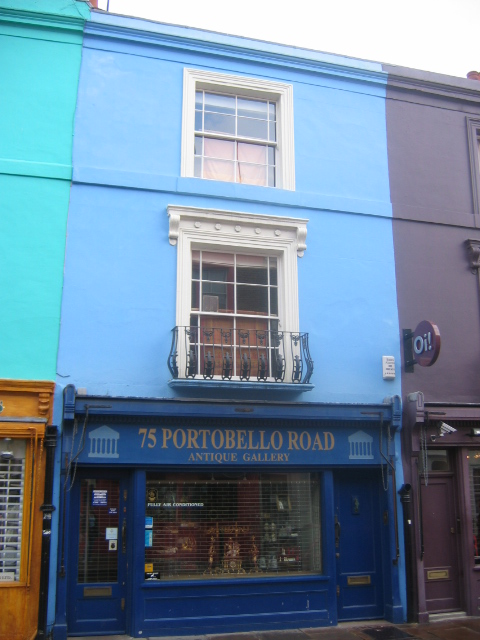
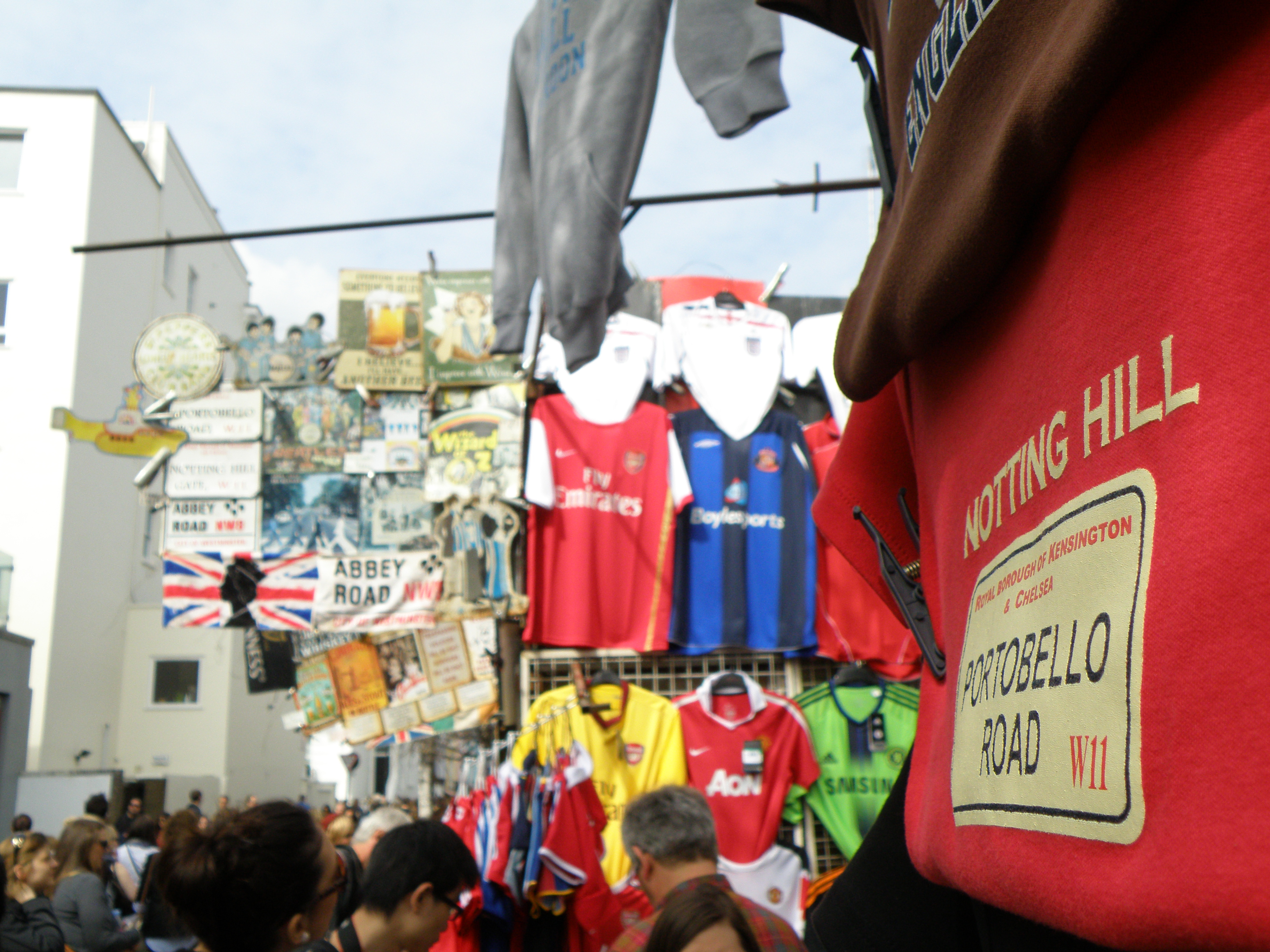
Stand selling T-shirts along the crowded market
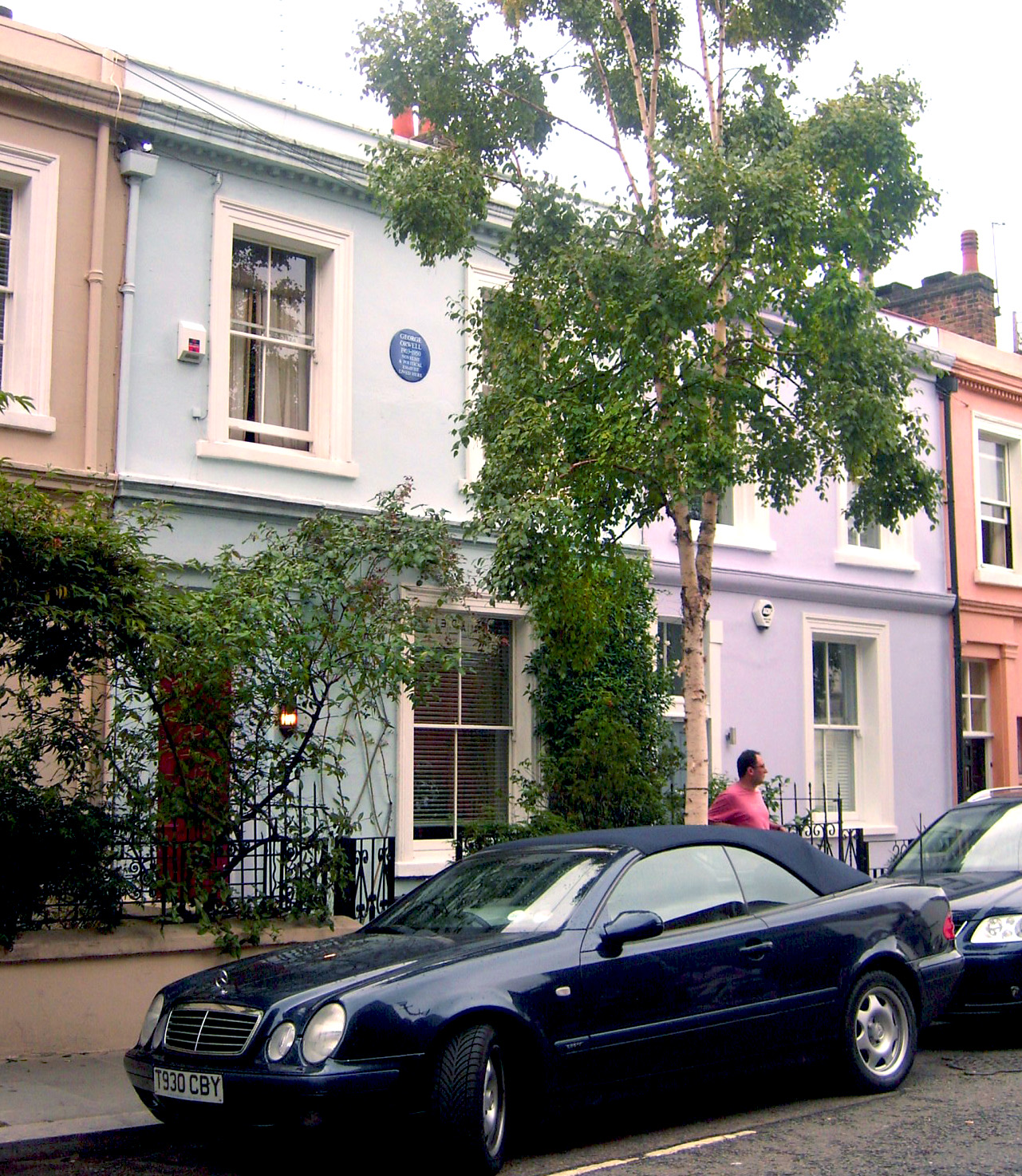
جرج اورول's 1927 lodgings in Portobello Road